# Valožja (Suva planina)
Valožja ili površ Valožja jedna je od predeonih celina Suve planine na kojoj su zastupljene vrtače u površinskom kraškom reljefu. Predstavlja najvišu i najveću zaravan koja pripada srednjem Ponišavlju, iza potkovičastog grebena Suve planine na nadmorskoj visini od 1.400  do 1.500 m.

## Naziv
Valožje ili površ Valožja naziv je dobila zahvaljujući srpskom naučniku Jovanu Cvijiću —  koji je ovu predeonu celinu Suve planine nazvao po valogama, za koje je naveo; „da su slične uvalama dinarskog karsta”.

## Položaj
Kraška površ Valožja nalazi se na Suvoj planinini, na oko 15 km jugoistočno od Niške Banje na nadmorskoj visini od 1.400  do 1.500 m. Prostire se na oko 57 km², sa karsnom oblašćuz bez otoke na površini od oko 20 km². 
Počinje na zapadu  od Kišnog rida, i pruža se preko Dlbine do Gavranovog rida na istoku, i do Šangajskog vrha, na jugu. Nagnuta je prema Zaplanju i Lužnici gde se završava nizom golih kršovitih kosa i grebena koji se liticama spuštaju u mnogo niže predele, kao što su Golemi vrh i Zuber  iznad Štrbovca, Litica, Slabina i Rebrina iznad Velikog i Malog Krčimira, Golaš, Kostol, Korita i Barski Kamen iznad sela Vrtopa, i Kolo iznad Šebeta. 
Prema Koritnici Valožje se završava vrhom Rakošet sastavljenom od krečnjaka na koji naležu beli lapori.

## Istorijat istraživanja Valožja
Geomorfološka proučavanja Suve planine započela su u 19. veku (Ami Boué; 1836, 1840, 1870).
Od srpskih geologa prve podatke o geološkim istraživanja Suve planine objavio je Žujović J. (1889, 1893), u Osnovama za geologiju Srbije.
Najznačajnije radove o geologiji ove oblasti dao je Petković K. (1930). koji je Suvu planinu opisao kao veliku antiklinalo predstavljenu planinu sa valendijskim i otrivskim krečnjacima i osom pružanja severozapad — jugoistok. U jezgru antiklinale, u slivu Crvene reke, Petković je otkrio prisustvo paleozojskih škriljaca, permske crvene peščare, glinice i konglomerate.
Na Suvoj planini je Nikolić R. (1912) zapazio i opisao izvesne oblike koji podsećaju na glacijalne, pa je na osnovu toga pretpostavljao da je ova planina „u glacijalna doba bila zaglečerena”.
Prve podatke o pećinama i podzemnoj hidrografiji Suve planine dao je Jovan Cvijić (1895), koji je detaljno opisao podzemne tokove istočne Srbije i na stranama Suve planine (1986) konstatovao brojne kraške izvore, i neke od njih detaljno opisao.
Suvu planinu je Jovan Cvijić (1912) podelio na tri dela: potkovičasti greben, obluk Crvene reke i površ Valožja. Posebnu pažnju Jovan Cvijić je posvetio kraškoj površi Valožja.    

## Geomorfologija reljefa Valožja
Visoka krečnjačka površ Valožja predstavlja glavno obeležje kraškog reljefa nerazbijenog dela Suve planine. Valožje je izgrađeno od donje krednih krečnjaka. U građi površi Valožja najviše su zastupljeni slojeviti krečnjaci. Stepen karstifikacije je izuzetno veliki i može se porediti samo sa Velebitom. Površ Valožja Cvijić je ovako opisao 
Ona ima mrežastu karsnu plastiku: splet od valoga, „padina” i vrtača, između kojih su gola krečnjačka brda i ritovi...velike sličnosti sa uvalama dinarskog karsta. To su manje duguljaste i uske uvale, po pravilu ravnog dna koje je pokriveno „terra ross-om” i drugim deluvijumom i izbušene mnogim aluvijalnim vrtačama...

### Valoge
Valoge na Suvoj planinini su manje duguljaste i uske uvale, dinarskog karsta po pravilu ravnog dna koje je pokriveno crvenicom (terra rossa) i drugim deluvijumom i izbušene mnogim aluvijalnim vrtačama. Strane valoga su strme, sa kamenitim zidovima a njihova supodina je u vidu izlomljene cik-cak linije, koja se ponegde u obliku oštrih rtova pruža u valogu, a ponegde od njih povlači. Njene krečnjačke strane su često pokrivene škrapama...
Dno valoga je pod gustim pitkim travama, i zato su u valogama najbolje planinske livade zaplanjskih sela. Pošto su na velikoj visini valoge su od oktobra do početka maja pod snegom, tako da su na njima samo 3 — 4 mesaca pastiri sa svojim stadima.

### Padine
Padine su druga vrsta zatvorenih udolina koje se tako zovu u Srbiji. One su duže od valoga (oko 1 do 2 km, vijugave, kao rečna korita, i dnom sa mnogim vrtačama poređanim u vijaugave nizove između kojih su prečage, niže od strane „padine”.
One predstaljaju prvobitno normalne doline koje su docnije skrašćene, a površina prečage predstavlja nivo od koga je počelo skrašćivanje.
Nazivi nekih od padina
- Vojačka padina
- Javor padina

### Vrtače
Vrtače ili vrtopi na Valožju, su različitog oblika i dimenzija, svih tipova.
Faktori koji su predisponirali izgled vrtača
Faktori koji su predodredili dimenzije vrtača na Valožju su: 
- režim i ukupna količina padavina na tom prostoru,
- čistoća krečnjačke mase,
- debljina krečnjačke mase,
- čestina pukotina u krečnjaku,
- intenzitet korozije (kraške ili hemijske erozije),
- stadijum evolucije,
- tektonska poremećenost krečnjaka,
- klimatska zonalnost,
- tip krasa itd.[11]

Oblik vrtača
Prema obliku vrtače su od dubokih bunarastih do plitkih, tanjirastih. Najčešće su levkaste, dimenzija — dubine do 50 m i širine 150 do 200 m. Na dnu vrtača velikih dimenzija javljaju se i aluvijalni ponori, čije se strane najčešće obrušavaju (npr vrtače u Malom i Velikom konjskom). 
Vrtače Valožja su, po pravilu, masovna pojava., i javile su se na zaravnjenim terenima Suve planine, gde se vode duže zadržavaju na površini i obavljala rastvaranje krećnjaka. Tako je na Valožju nastao ogoljen krečnjački teren, pokriven velikim brojem od levkastih do bunarastih vrtača, između kojih postoje samo uske pregrade, koje se nazivaju se boginjavi kras.
Nazivi nekih od vrtača
Veliki broj plićih i dubljih jama na prostoru Valožja nosi egzotične nazive, poput ovih: 
- Krstata jama,
- Savina propast,
- Čavčja propast,
- Provalija,
- Ilijina jama...

## Literatura
- Marković M., Pavlović R., Čupković T. Geomorfologija. Beograd: Zavod za udžbenike i nastavna sredstva, 2003, pp. 235.
- Pešić L. Opšta geologija - Egzodinamika. Beograd: Rudarsko-geološki fakultet, 2001.
- Petrović Dragutin. Geomorfologija, Beograd, 1967.

## Spoljašnje veze
Mediji vezani za članak Valožja na Vikimedijinoj ostavi

- Istorija Suve planine[мртва веза]
- Šta videti na Suvoj planini?[мртва веза]
- Suva planina na sajtu Niške planine Архивирано на веб-сајту  (27. новембар 2013)
- Suva Planina, biser južne Srbije: mapa, staze, ponuda...
- Detaljna geomorfološka karta Bele Palanka 1:100.000
- Najimpresivniji vrh Srbije
- Niške planine: Seličevica, Suva planina, Svrljiške planine, Kalafat — Niška transverzala Архивирано на веб-сајту  (8. август 2010)
- Priča o putovanju na Trem, najviši vrih Suve planine Архивирано на веб-сајту  (25. јул 2008)
- Kraški predeli Istočne Srbije